# Sarcozona
Sarcozona (лат.) — род суккулентных растений семейства Аизовые (Aizoaceae), подсемейства Ruschioideae, эндемично произрастающий на территории Австралии. На 2023 год, включает 2 вида.

## Название
Родовое латинское название Sarcozona происходит от греческих слов sarx, sarkos, — «плоть», и zone, — «кольцо» или «пояс». Название относится к оболочке прицветников, которая окутывает основание цветка.

## Ботаническое описание

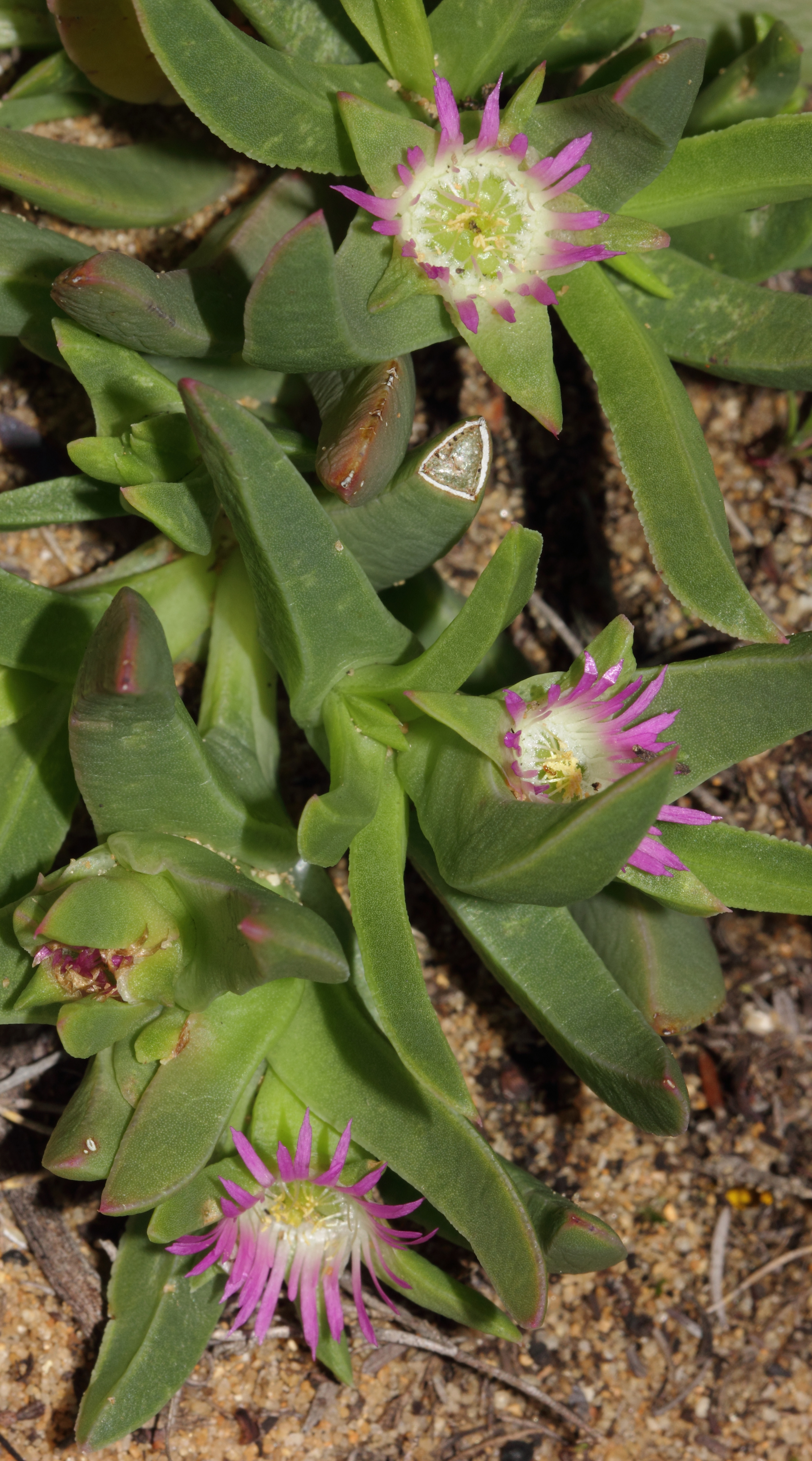
Sarcozona bicarinata

Представители рода — небольшие прямостоячие или полураспростертые суккулентные многолетние голые кустарники. Листья трехгранные, супротивные, сросшиеся, покрывают стебель, густо покрыты мелкими бородавками или прозрачными точками.
Цветки одиночные или тройчатые, верхушечные, на цветоножке или сидячие, частично или полностью заключенные в двулопастную мясистую обертку. Чашелистиков 5, 2 больших и супротивных, 3 меньших, с перепончатыми краями. Лепесткообразные стаминодии многочисленные, от бледно-розового до белого цвета; тычинок много. Плоды мясистые, нераскрывающиеся. Семена многочисленные, яйцевидные или D-образные, сплющенные с боков, от светло-коричневых до коричневых.

## Таксономия
Sarcozona J.M.Black, первое упоминание в Trans. & Proc. Roy. Soc. South Australia 58: 176. (1934).

### Виды
Согласно данным сайта WFO Plantlist на июнь 2023 года, род состоит из 2 видов:
- Sarcozona bicarinata S.T.Blake
- Sarcozona praecox (F.Muell.) S.T.Blake ex H.Eichler